# John Walter III

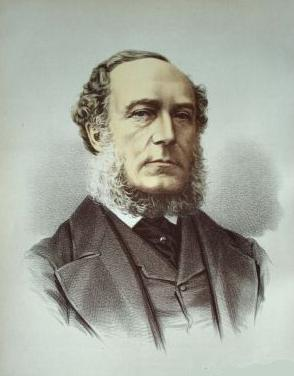
John Walter III, Chromolithografie von 1880, National Portrait Gallery (London)

John Walter III (* 8. Oktober 1818, London; † 3. November 1894 Wokingham, Berkshire) war Eigentümer und Verleger der Times.

## Biografie
John Walter III besuchte das Eton College sowie das Exeter College in Oxford und wurde 1847 als Rechtsanwalt zugelassen. Nach dem Tod seines Vaters John Walter (dem Jüngeren) im Jahr 1847 wurde John Walter III Eigentümer der Londoner Tageszeitung The Times. Wie schon sein Vater mit dem erstmaligen Einsatz einer Schnellpresse im Jahre 1819, zeichnete sich auch sein Sohn 47 Jahre später durch eine revolutionäre Innovation bei der Zeitungsproduktion aus.
Nach verschiedenen Versuchen gelang Joseph Calverly und dem Betriebsleiter der Times, John C. MacDonald, ein großer technischer Durchbruch. Im Auftrag von Verleger John Walter III entwickelten und bauten die beiden Ingenieure ab 1863 die weltweit erste Rotationsdruckmaschine für den Zeitungsdruck. Diese Maschine, die 1866 patentiert und als Walter Press bekannt wurde, ermöglichte einen schnellen beidseitigen Endlosdruck von Papierrolle. Mit Hilfe dieser Verbesserung konnte die Times den verschärften Konkurrenzkampf gegen den Daily Telegraph und andere Blätter bestehen.
1847 wurde er erstmals für Nottingham als gemäßigter Whig ins Unterhaus gewählt und konnte 1852 und 1857 seinen Parlamentssitz verteidigen. 1859 vertrat er Berkshire im Parlament, verlor 1865 das Mandat, wurde 1868 wiedergewählt und behielt den Sitz dann bis 1885.
John Walter III war zwei Mal verheiratet, 1842 mit Emily Frances Court (* 1824; † 1858) und 1861 mit Flora Macnabb (* 1836; † 1917). Sein ältester Sohn aus erster Ehe, John Balston Walter (* 1845), ertrank bei einem Unfall auf dem Familienanwesen „Bear Wood“ im Jahre 1870. Sein zweitältester Sohn aus erster Ehe, Arthur Fraser Walter (* 12. September 1846; † 22. Februar 1910), blieb Eigentümer der Times bis 1908, als er sie für £ 320.000 an Alfred Harmsworth, 1. Viscount Northcliffe verkaufte. Danach fungierte er als Vorstandsvorsitzender und wurde nach seinem Tod in dieser Position von seinem Sohn John Walter IV (* 1873; † 1968) abgelöst. Dieser konnte nach dem Tod des Lord Northcliffe 1922 den Kaufbetrag von £ 1,5 Millionen nur mithilfe von John Jacob Astor, 1. Baron Astor of Hever, (* 1886; † 1971), aufbringen, der 90-prozentiger Teilhaber wurde. Astor blieb bis 1966 Haupteigentümer der Times.